# Медіацентр Україна
Медіацентр Україна (англ. Media Center Ukraine) — громадська ініціатива, яка після початку повномасштабного російського вторгнення об’єднала українських  фахівців з комунікацій, владу і бізнес заради спільної мети — розказати світу про війну в Україні. Головна мета Медіацентру — надання фахової підтримки та консультацій представникам ЗМІ, які висвітлюють події в Україні, розробка комунікаційних стратегій та кампаній, підтримка громадянського суспільства та відновлення України. Також Медіацентр є майданчиком для організації та проведення топових інформаційних приводів.

## Історія
Медіацентр Україна створений у березні 2022 року зусиллями комунікаційників, влади та бізнесу для поширення в Україні та закордоном інформації про перебіг російсько-української війни та її наслідків для України та світу. 
Перші локації Медіацентру з’явились у Львові та Києві, де перші брифінги пройшли 14 березня 2022 року. Згодом подібні майданчики заснували у Харкові та Одесі. 
Станом на 2024 рік, Медіацентр Україна працює у Києві та Харкові.

### Спільний проєкт із Укрінформом
У квітні 2022 року у Києві запрацював об'єднаний прес-центр – спільний проєкт Укрінформу та Медіацентру Україна. Майданчик був створений, щоб об'єднати державні ресурси та громадські ініціативи для перемоги України на інформаційному фронті.

### Партнерство із Суспільним Мовленням
З липня 2024 року Медіацентр Україна у Києві розпочав партнерство з Суспільним Мовленням в рамках спільного проєкту «Суспільний простір». У межах цього партнерства Медіацентр змінив локацію та продовжує проводити брифінги, публічні та непублічні зустрічі, обговорення та дискусії.

## Напрями діяльності
Медіацентр Україна є комунікаційною платформою з широким переліком задач та напрямів діяльності: від розробки стратегій і нетворкінгу до організації інформаційних приводів. 

### Сервісна допомога журналістам
Сервісний відділ, спрямований на всебічну допомогу журналістам: від логістики до отримання акредитації Міністерства оборони України. За перші три місяці роботи Медіацентру через нього пройшло понад 2 500 представників медіа з різних країн. У 2023 році команда Медіацентру Україна обробила понад 400 запитів журналістів. 

### Проведення публічних та непублічних заходів на актуальні теми

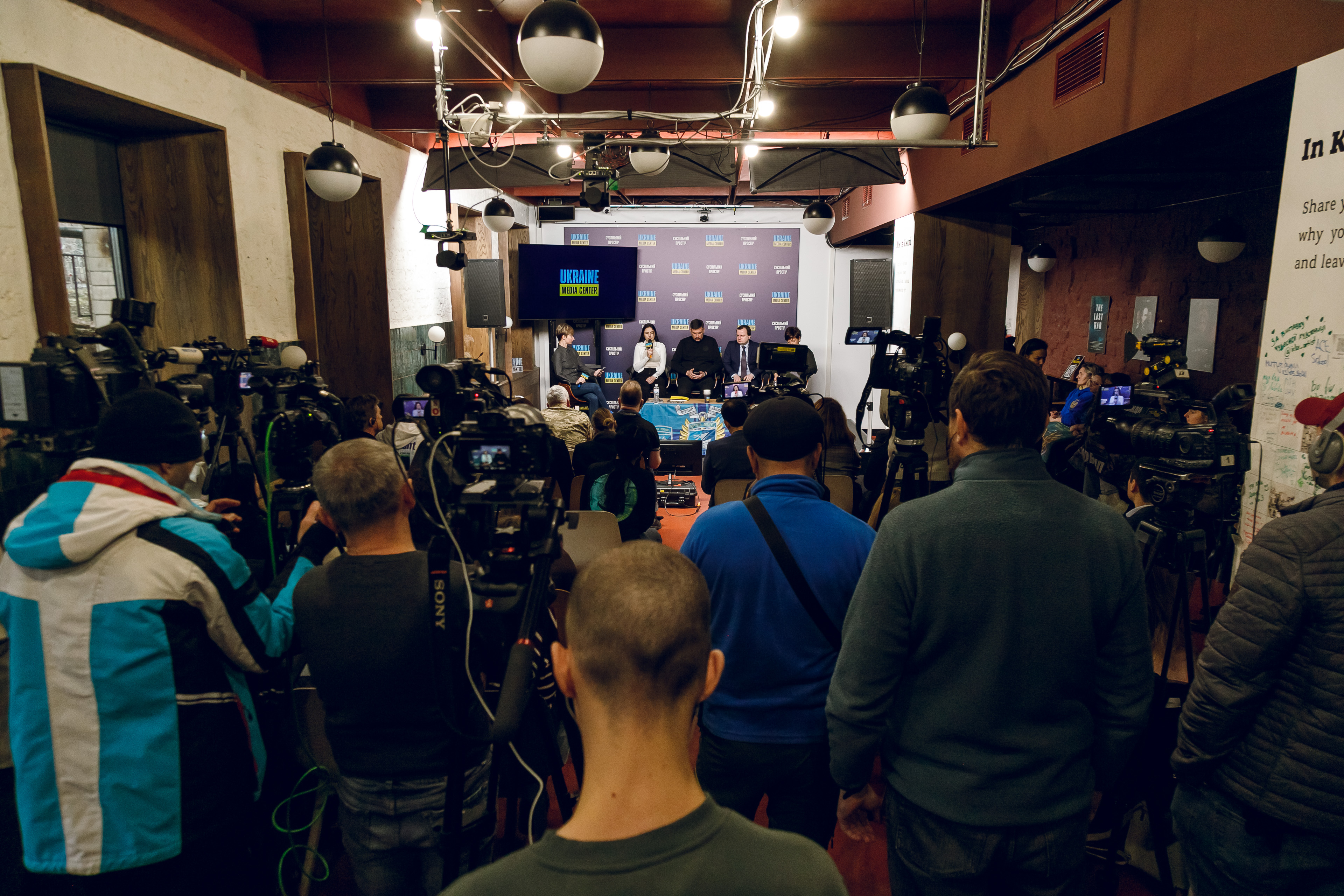
Подія в Медіацентрі Україна

З першого дня роботи Медіацентр Україна проводить пресконференції, брифінги, експертні дискусії, медіа-тури, зустрічі off-the-record та нетворкінги для журналістів і фіксерів. За час роботи організовані Медіацентром заходи відвідали майже 4000 іноземних журналістів.

### Продюсерський відділ та фотобанк
Медіацентр Україна допомагає журналістам та фіксерам з пошуком історій та контактів героїв. За 2023 рік Продюсерський відділ Медіацентру обробив понад 800 запитів від журналістів.
Також Медіацентр Україна наповнює фотобанк, де журналісти можуть безкоштовно завантажити фото для своїх матеріалів.
Підтримка громадянського суспільства
Одним із нових пріоритетів Медіацентру стала підтримка громадянського суспільства та відновлення України, зокрема, проведення тренінгів, менторинг-сесій, закритих дискусій тощо. Команда Медіацентру також допомагає громадським об’єднанням в організації заходів та забезпечує їх медійний супровід.
Музей мемів
У червні 2023 року Медіацентр Україна запустив англомовний сайт War Memes Museum, на якому зібрані головні меми війни. Головне завдання платформи – розповісти світовій аудиторії, як українці навіть в скрутні для країни часи не втрачають силу духу та оптимізму.

## Спікери та події
За перші три місяці роботи у пресцентрі побували топові українські політики та представники влади: Руслан Стефанчук, Олександр Корнієнко, Олександр Ткаченко, Микола Сольський, Віктор Ляшко, Сергій Шкарлет тощо. 
Медіацентр є ефективним комунікаційним майданчиком для міжнародних організацій та їхніх представництв - ООН, ВООЗ, Єврокомісія тощо. 
Спікерами на подіях Медіацентру Україна були заступниця Державного секретаря США з політичних питань (2021-2024) Вікторія Нуланд, депутатка Європейського парламенту Віола Фон Крамон, американська дипломатка, посол США в ООН Лінда Томас-Грінфілд, депутат Європейського парламенту Удо Буллманн, посолка ЄС в Україні Катаріна Матернова.
У приміщенні Медіацентру свою першу пресконференцію після перемоги на Євробаченні давав український гурт Kalush Orchestra.
У вересні 2023 року в Медіацентрі Україна відбулася пресконференція російського пілота Максима Кузьмінова, який у ході спецоперації «Синиця» перегнав на українську територію російський вертоліт Мі-8.
Головне управління розвідки Міністерства оборони України провело пресконференцію полонених найманців з країн Глобального Півдня, яких Росія завербувала для участі у війні проти України.
20 січня 2025 року, в день інавгурації Дональда Трампа, у Медіацентрі Україна відбулася відкрита дискусія, де обговорили очікування від нового президента США та стратегію для України. Подію відвідали журналісти українських та закордонних медіа (японські NHK, Kyodo News, австрійське державне телебачення ORF тощо), а також дипломати посольств Канади, Польщі, Словаччини, Великої Британії, Румунії, Нідерландів, Словенії, Данії, Болгарії та Угорщини.

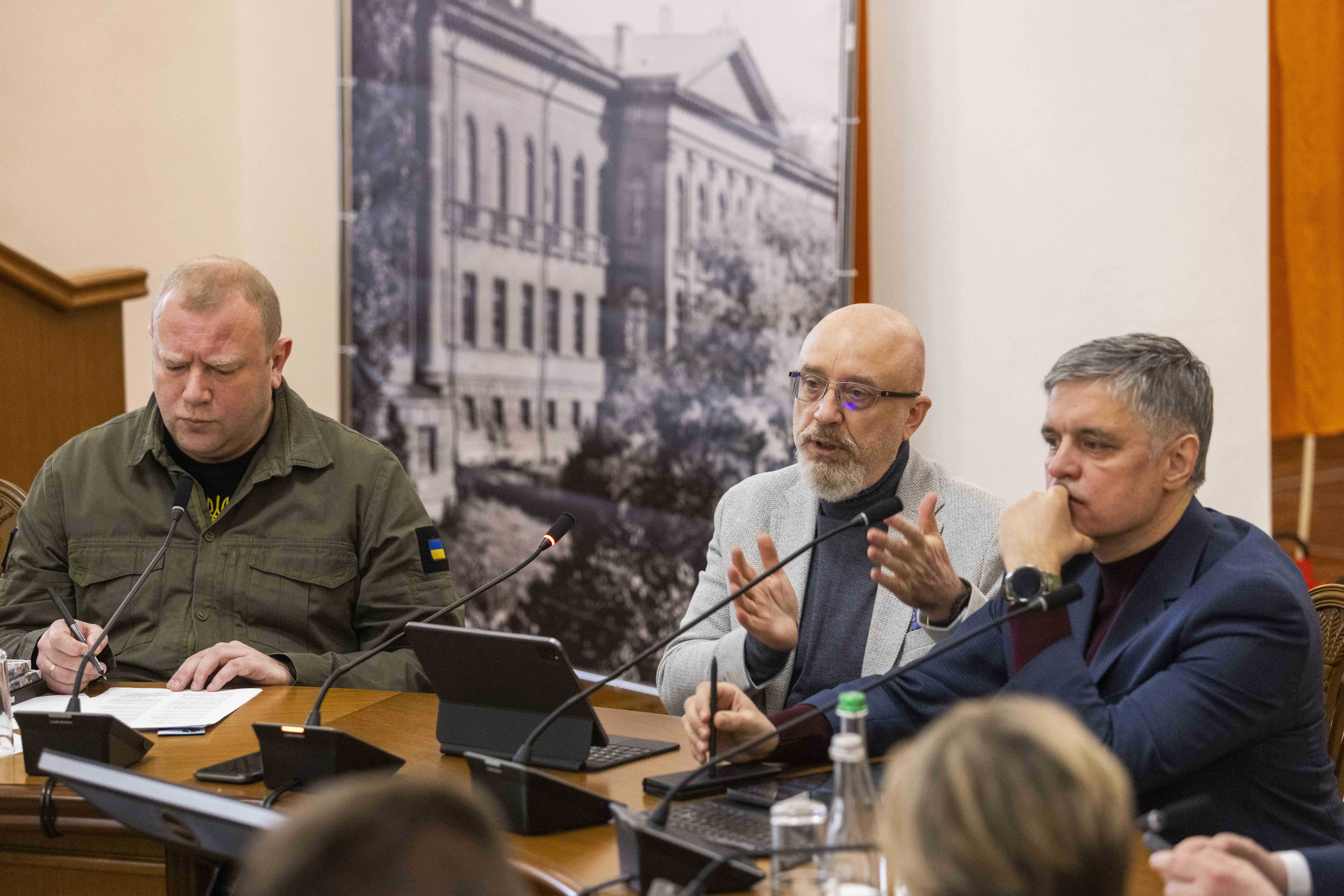
Орієнтаційна сесія для новоприбулих дипломатів

В лютому 2025 року Медіацентр Україна, Київський національний університет ім. Т. Шевченка та аналітичний центр DREAM Hub спільно організували орієнтаційну сесію для новоприбулих дипломатів. Захід зібрав близько 70 представників посольств та дипломатичних місій, які обговорили ключові виклики для України. Спікерами стали провідні українські посадовці, зокрема Олексій Чернишов, Олексій Рєзніков, Вадим Пристайко та Володимир Гаврилов. 

## Редколегія
У серпні 2022 року Медіацентр Україна спільно з інноваційним парком Unit.City організували перший галузевий захід для медіаспільноти з початку повномасштабної війни – Редколегія.Offline, де обговорили майбутнє медіаринку України та особливості роботи медіа в умовах війни. 
Cпікерами заходу стали радник голови Офісу Президента Михайло Подоляк, журналіст та ведучий “Громадського радіо” Андрій Куликов, Головний редактор видання Forbes Україна Борис Давиденко, Виконавчий директор українського Інституту майбутнього Вадим Денисенко, ведучий телеканалу ICTV Вадим Карп’як та інші.
Редколегія проводиться 2-3 рази щорічно та збирає медійну спільноту України, щоб обговорити виклики галузі, знайти рішення для актуальних проблем та обмінятися інсайтами.

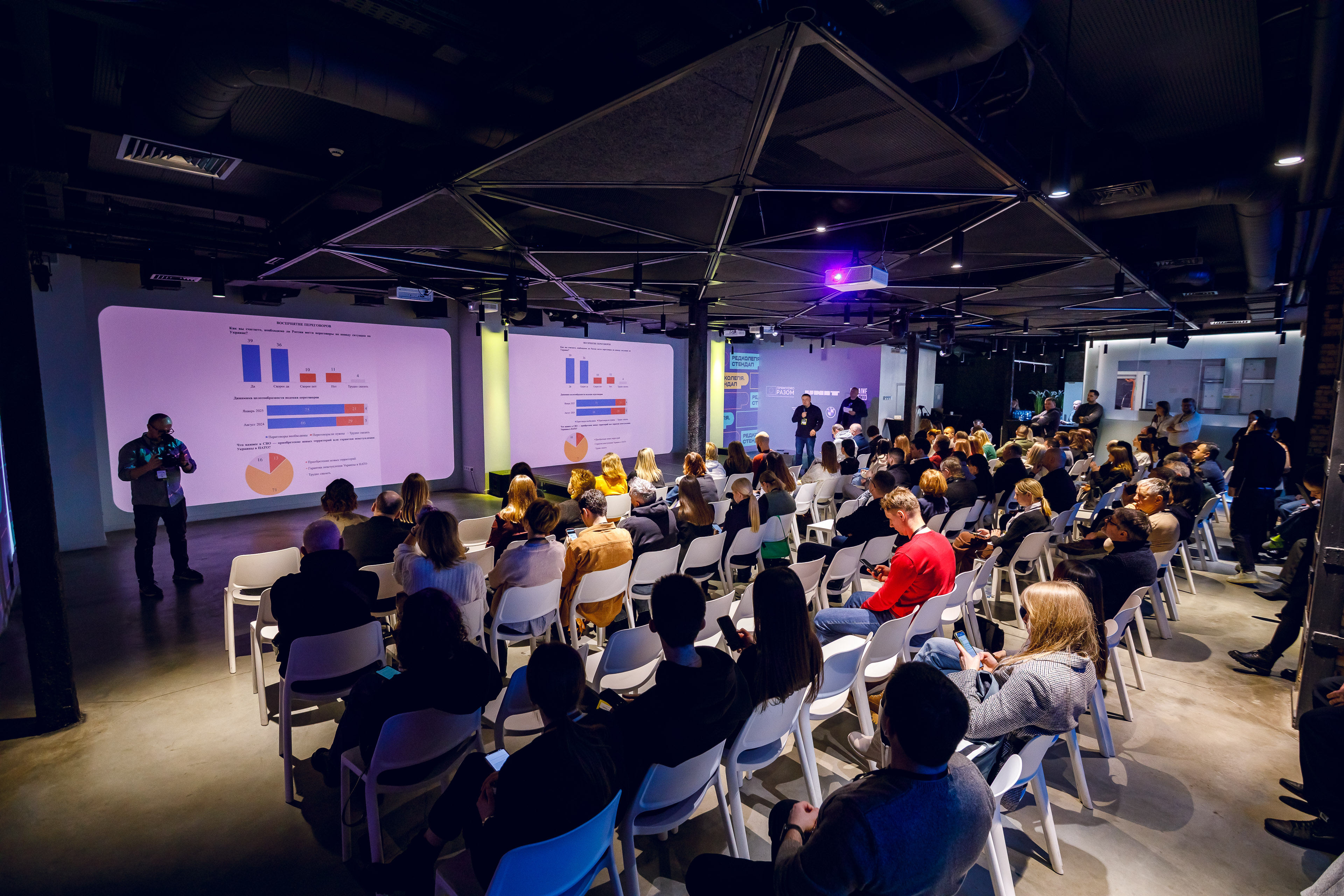
Редколегія

У вересні 2023 року "Редколегія. Мітап" зібрала понад 300 учасників, представників медіаспільноти зі всієї країни – від загальнонаціональних медіа до локальних ЗМІ.
У жовтні 2024 року 2 жовтня Media Center Ukraine та інноваційний парк UNIT.City провели вже шосту "Редколегію. Стендап", яка пройшла у форматі «стендапів» її учасників і колективного обговорення, чим живе сектор медіа та комунікацій. Подія зібрала понад 100 гостей.
19 лютого 2025 року відбулася сьома “Редколегія. Стендап“, в якій взяли участь більше 120 журналістів та медійників. Спікерами події стали фотографи Костянтин та Влада Ліберови, метеорологиня Наталка Діденко, соціолог Олексій Антипович, спортивний журналіст і коментатор Олександр Гливинський та телепродюсерка Іванна Найда.